# 알프레도 라손 곤살레스
알프레도 라손 곤살레스(Alfredo Razón Gonzalez)는 필리핀의 전 축구 선수이다. 본명은 알프레도 페르난도 라손 "프레디" 곤살레스(Alfredo Fernando Razón "Freddy" Gonzalez)이다.